# Berufskolleg Borken
Am Berufskolleg Borken mit gymnasialer Oberstufe werden ca. 2.200 Lernende in über 120 Klassen von rund 120 Lehrpersonen unterrichtet. Als „Bündelschule“ bildet das Berufskolleg Borken (in der Region kurz „BKB“) innerhalb seiner Fachbereiche vielfältige Bildungsgänge an. Das „BKB“ liegt im Zentrum des Kreises Borken.

## Bildungsgänge

### Fachbereiche
Das Berufskolleg Borken ist in fünf Fachbereichen organisiert:
- Gesundheit/Erziehung und Soziales
- Wirtschaft
- Metall- & Elektrotechnik
- Agrarwirtschaft, Ernährungs- & Versorgungsmanagement
- Bau- & Holztechnik

### Duales System (Berufsausbildung)
- Im Fachbereich Metalltechnik die Ausbildungsberufe Feinwerkmechaniker, Metallbauer (Schwerpunkt Konstruktionstechnik), Kraftfahrzeugmechatroniker, Mechaniker - Land- und Baumaschinentechnik und Anlagenmechaniker für Sanitär-, Heizungs- und Klimatechnik
- Im Fachbereich Elektrotechnik den Ausbildungsberuf Elektroniker Fachrichtung Energie- und Gebäudetechnik
- Im Fachbereich Bau- und Holztechnik die Ausbildungsberufe in der Bauwirtschaft: Maurer, Beton- und Stahlbetonbauer, Dachdecker, Fliesen-, Platten- und Mosaikleger, Zimmerer, Tischler und Bauzeichner
- Im Fachbereich Wirtschaft und Verwaltung die Ausbildungsberufe Automobilkaufmann, Bürokaufmann, Verkäufer, Kaufmann im Einzelhandel, Groß- und Außenhandelskaufmann, Industriekaufmann und Steuerfachangestellte
- Im Fachbereich Lebensmitteltechnologie die Ausbildungsberufe Bäcker, Konditor, Fleischer, geplant zum Sommer 2024: Bäckereifachverkäufer
- Im Fachbereich Agrarwirtschaft die Ausbildungsberufe Landwirt und Gärtner

### Berufsfachschule
Das Berufskolleg Borken bietet hier folgenden Bildungsgang an: Berufsfachschule für Sozial- und Gesundheitswesen, Fachrichtung Sozialassistenten.

### Höhere Berufsfachschule (HBF)
- Drei 2-jährige HBF, je eine für Sozial- und Gesundheitswesen (Schwerpunkt Gesundheitswesen), für Wirtschaft und Verwaltung (Höhere Handelsschule) und für Technik (HöTECH)
- Drei Vollzeitbildungsgänge der Fachoberschule für Sozial- und Gesundheitswesen (Sozialwesen) 2-jährig, für Wirtschaft und Verwaltung (1-jährig) sowie für Technik (1-jährig), letztere in den Fachrichtungen Bau-/Holz-, Elektro- und Metalltechnik.

### Berufliches Gymnasium
Das Berufskolleg Borken bietet drei Bildungsgänge im Beruflichen Gymnasium an, die zur allgemeinen Hochschulreife (Abitur) führen:
- Wirtschaftsgymnasium
- Technikgymnasium mit den Ingenieurwissenschaften Bautechnik, Maschinenbau und Elektrotechnik
- Gymnasium Erziehung und Soziales

### Fachschule für Technik
Weiterhin wird die Fachschule für Technik, Fachrichtung Baudenkmalpflege und Altbauerneuerung, in Zusammenarbeit der Akademie des Handwerks, Schloss Raesfeld, mit folgenden Schwerpunkten angeboten:
- Angewandte Baudenkmalpflege,
- Energieeffiziente-ökologische Altbauerneuerung.

## Soziales Engagement
Die Schule unterstützt seit Jahrzehnten das Lepra-Dorf Puri in Indien mit Spenden auf vielfältige Weise.